# Autreville-sur-Moselle
Autreville-sur-Moselle és un municipi francès situat al departament de Meurthe i Mosel·la i a la regió del Gran Est. L'any 2007 tenia 301 habitants.

## Demografia

### Població
El 2007 la població de fet d'Autreville-sur-Moselle era de 301 persones. Hi havia 109 famílies, de les quals 20 eren unipersonals (4 homes vivint sols i 16 dones vivint soles), 32 parelles sense fills, 49 parelles amb fills i 8 famílies monoparentals amb fills.
La població ha evolucionat segons el següent gràfic:
Habitants censats

### Habitatges
El 2007 hi havia 119 habitatges, 114 eren l'habitatge principal de la família i 5 estaven desocupats. 108 eren cases i 11 eren apartaments. Dels 114 habitatges principals, 98 estaven ocupats pels seus propietaris, 14 estaven llogats i ocupats pels llogaters i 2 estaven cedits a títol gratuït; 3 tenien dues cambres, 11 en tenien tres, 24 en tenien quatre i 76 en tenien cinc o més. 86 habitatges disposaven pel capbaix d'una plaça de pàrquing. A 43 habitatges hi havia un automòbil i a 58 n'hi havia dos o més.

### Piràmide de població
La piràmide de població per edats i sexe el 2009 era:
| Homes | Edats   | Dones |
| ----- | ------- | ----- |
| 0     | 95 o +  | 0     |
| 0     | 90 a 94 | 0     |
| 0     | 85 a 89 | 0     |
| 4     | 80 a 84 | 8     |
| 4     | 75 a 79 | 4     |
| 4     | 70 a 74 | 0     |
| 0     | 65 a 69 | 4     |
| 0     | 60 a 64 | 4     |
| 12    | 55 a 59 | 12    |
| 12    | 50 a 54 | 16    |
| 20    | 45 a 49 | 12    |
| 12    | 40 a 44 | 16    |
| 4     | 35 a 39 | 4     |
| 0     | 30 a 34 | 0     |
| 0     | 25 a 29 | 16    |
| 0     | 20 a 24 | 8     |
| 8     | 15 a 19 | 8     |
| 12    | 10 a 14 | 8     |
| 0     | 5 a 9   | 8     |
| 4     | 0 a 4   | 0     |

## Economia
El 2007 la població en edat de treballar era de 195 persones, 149 eren actives i 46 eren inactives. De les 149 persones actives 142 estaven ocupades (75 homes i 67 dones) i 7 estaven aturades (3 homes i 4 dones). De les 46 persones inactives 14 estaven jubilades, 16 estaven estudiant i 16 estaven classificades com a «altres inactius».

### Ingressos
El 2009 a Autreville-sur-Moselle hi havia 111 unitats fiscals que integraven 276 persones, la mediana anual d'ingressos fiscals per persona era de 19.184 €.

### Activitats econòmiques
Dels 9 establiments que hi havia el 2007, 5 eren d'empreses de construcció, 1 d'una empresa d'hostatgeria i restauració, 2 d'empreses de serveis i 1 d'una entitat de l'administració pública.
Dels 3 establiments de servei als particulars que hi havia el 2009, 1 era un paleta i 2 empreses de construcció.
L'any 2000 a Autreville-sur-Moselle hi havia 4 explotacions agrícoles.

## Equipaments sanitaris i escolars
El 2009 hi havia una escola maternal integrada dins d'un grup escolar amb les comunes properes formant una escola dispersa.

## Poblacions més properes
El següent diagrama mostra les poblacions més properes.